# Octopus adamsi
Octopus adamsi är en bläckfiskart som beskrevs av Benham 1944. Octopus adamsi ingår i släktet Octopus och familjen Octopodidae. Inga underarter finns listade i Catalogue of Life.